# Joseph Pace
Joseph Pace (n. 18 noiembrie 1959, Morbegno, Lombardia, Italia) este un sculptor si pictor italian.

## Biografie
El a trăit în Congo-Kinshasa (Africa) , Paris și Roma. Joseph Pace a fost introdus pentru prima dată  în pictură și sculptură  de către mama sa Franchina Cardile și de către unchiul său Antonio Cardile ,  un artist al Școlii Romane de Pictură. El a urmat de asemenea, studii literare, juridice, sociale și psihanalitice la Universitatea din Paris La Sorbonne, la Universitatea Sapienza din Roma și  la Universitatea Tre din Roma.
În anii 1980, Pace a  lucrat în Roma și Paris, unde, în mijlocul anilor 1980, el a fondat "Le filtranisme" un curent filozofic și artistic  existencialist,cu o optică aproape de Renaștere și o viziune clară antropocosmică. 
Inspirat de surse atât de diverse precum istoria, filozofia, muzica electronică și arte decorative , Pace utilizează diferite tehnici , Pace folosește diferite tehnici, cum ar fi pictura, asamblarea, sculptura, gravuri electronice, fotografie, inspirat din  iconografia societății de masă, filozofie și psihanaliză.
De asemenea asamblează obiecte, cum ar fi costume din bijuterii sau materiale reciclate, cum ar fi lemnul, metalul sau sticla mată, artistul folosește în principal culori monocrome și policrome care devin picturi arabesque. „Pe aceste suprafețe, într-un amestec de culori luminoase, care evoca mirosul de lac proaspăt, Pace stabilește lovituri de culoare pură” ceea ce caracterizează multe din lucrările sale.
Lucrările erudite ale lui Joseph Pace oferă o cale artistică și intelectuală prin care artistul reinterpretează multe din realitățile noastre psihice.
După perioada figurativă (1977-1990), perioada de abstract (1990 - ) este în primul rând caracterizată prin "Perioada Lemnului " și studii de " C Factor "(1997) iar, ulterior, de către seriile de lucrări " IDM "  (inflexibilitatea de memorie, 2000 - ), " ATONS " (dedicat muzicii techno și electronice, 2005 - ). Cu o revenire parțială la figurativ, Pace lucrează, de asemenea, la ENGRAVING " și " MIDAS ".
Din 1996 până în 2008, a fost numit asistent de Sociologie a cunoașterii și a artei și de Istoria sociologiei la Facultatea de sociologie a Universitatea Sapienza din Roma.

## Expoziții

### Expoziții personale (selectiv)
- Il Gioiello nella Moda e nell'Arte, Muzeul de Arte Decorative Boncompagni Ludovisi, Ministerul culturii, Roma, Italia, 2022  [24][25]
- Joseph Pace, Luxarchaeology, Museo Archeologico Nazionale di Civitavecchia, Ministero della Cultura, Italia, 2022 [26][27][28][29][30]
- Joseph Pace, Ave Crux, Spes Una, Bazilică San Lorenzo in Lucina, Roma, Italia, 2021 [31][32]
- Joseph Pace, Ave Crux, Spes Una, Panteonul din Roma, Bazilica Santa Maria ad Martyres, Direzione dei Musei Statali di Roma, Ministerul culturii, Expoziție itinerantă, Roma, 2021[33] [34] [35] [36]
- A expressividade de Joseph Pace na criação de suas joias esculturais, Expoziție de artă virtual online în timp de Pandemia de coronaviroză (COVID-19), Conselho Regional de Contabilidade do Estado de São Paulo, 2020[37][38]
- Joseph Pace, Entre o Informal e a Pop Arte, Câmara Municipal de Itapevi, IPH- Instituto de Recuperação do Patrimonio Historico do Estado de Sao Paulo,Itapevi, São Paulo, 2020[39]
- Sacra sacrorum, Joseph Pace, Ministero delle Politiche Agricole, Biblioteca Storica Nazionale dell'Agricoltura, Palazzo dell'Agricoltura, Roma, 2019 [40] [41] [42] [43]
- Sacra sacrorum, Joseph Pace al Pantheon, Panteonul din Roma, Roma, 2018 [44] [45] [46]
- Emoções Cósmicas de Joseph Pace, Câmara Municipal de Itapevi, Instituto de Recuperação do Patrimonio Historico do Estado de Sao Paulo, Itapevi, São Paulo, 2018 [47]
- The Grand Challenge, Università Cà Foscari, Veneția, [48], 2016
- Emoções de Joseph Pace, Festa da República Italiana, Circolo Italiano, Edifício Itália, São Paulo, 2015 [49]
- Biennale Internazionale d’Arte Contemporanea, Florența, 2015 [50]
- Joseph Pace Filtranisme, Museo Venanzo Crocetti, Roma, Italia, 2015 [51]
- Joseph Pace: L'Eva Futura, Museo Boncompagni Ludovisi della Galleria Nazionale d’Arte Moderna, Roma, Italia, 2014 [52]
- Joseph Pace Filtranisme, Forte Sangallo, Nettuno, Italia, 2011 [53]
- Dinamismo cosmico do artista Joseph Pace, Teatro Municipal de Jaguariúna, Jaguariúna, Brazilia, 2011 [54][55][56]
- O dinamismo vital e de força cósmica das emoções artísticas de Joseph Pace, Museu de Arte do Parlamento de São Paulo, São Paulo, Brazilia, 2010 [57][58][59]
- Obras de Joseph Pace, CRC do Estado de São Paulo, São Paulo, Brazilia, 2010 [60]

### Expoziții de grup (selectiv)
- Varcare le Soglie della Speranza, Brasil e Italia Uniti nell'Arte, Bazilică San Lorenzo in Lucina, Roma, 2022 [61][62]
- Libri d'artista. L'Arte da leggere, Museo Boncompagni Ludovisi per le arti decorative, Direzione dei Musei Statali di Roma, 2021 [63][64][65]
- Libri d’artista. L’Arte da leggere, Castello di Copertino, Ministero per i beni e le attività culturali, Polo Museale della Puglia, Copertino, Lecce, 2019-2020. [66] [67] [68]
- Libri d'Artista, L'Arte da Leggere, Castello Normanno-Svevo di Bari, Ministero dei Beni Culturali, Polo Museale della Puglia, Bari (2019). [69] [70] [71]
- L'Aquila Forever, Palazzetto dei Nobili L'Aquila, 2015[72]
- O no negro no Futebol Brasileiro  - A arte, os artista, Museu Afro Brasil,  São Paulo, Brazilia, 2014 [73]
- L'Aquila Forever, Museo Crocetti, Roma, Italia, 2014 [74]
- Arte Italo-Brasileira, Ambasciata d’Italia a Brasilia, Brasília, Brazilia, 2013 [75]
- Meditazioni, Museo Diocesano di Amalfi, Amalfi, Italia, 2012 [76]
- Arte Italo Brasiliana, Forte Sangallo, Nettuno, Italia, 2012 [77]
- Momento Italia-Brasile, Arte Brasiliana, Paradiso sul mare, Anzio, Italia, 2010 [78][79]
- Orme: Rassegna d'Arte Contemporanea, Festival Internazionale del Cinéma di Ostia, Ostia, Italia, 2009 [80]
- Expo Arte Sevilla, Expoziția Universală Sevilla 1992, Sevilia, Spania, 1992